# 原風景
原風景（げんふうけい）は、人の心の奥にある原初の風景。懐かしさの感情を伴うことが多い。また実在する風景であるよりは、心象風景である場合もある。個人のものの考え方や感じ方に大きな影響を及ぼすことがある。

## 概要

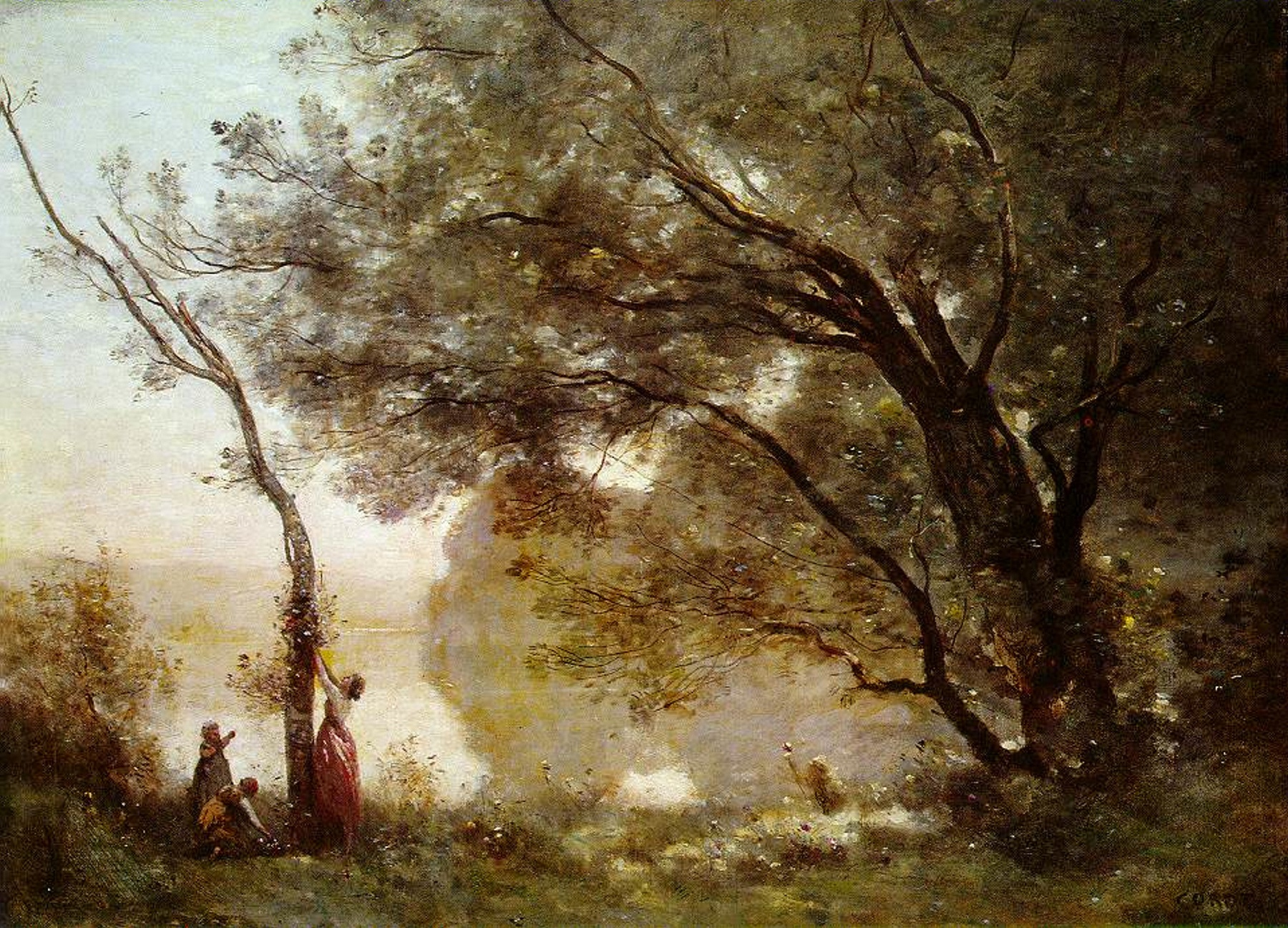
カミーユ・コロー『モルトフォンテーヌの思い出』（1864年）

人がある程度の年齢に至ったときに、最も古く印象に残っている風景やイメージがある。戦時中に幼少期を過ごした者は、爆撃され荒涼とした焼け跡である場合もあれば、漁村に生を受けたものにとっては、それはカモメが飛び交い、干上がったイワシの死骸が点在する朽ち果てた寂れた漁港の風景かもしれない。多くは幼少期の生活環境が根本にある場合が多い。しかし、生活していた環境ではなく、たまたま旅行で行った先の景色である場合もある。多くの場合、それらは「郷愁を呼ぶ風景」であり、懐かしさの感情を伴い愛着を感じることが多いが、その人の生い立ちによっては不快な感情を伴う場合や強い感傷を催す場合がある。また、しばしば原風景は美化されたり、自らが都合のいいように変化していたりする。
しばしば「日本の原風景」というような使われ方をするが、この場合、個人単位によって「日本の原風景」のイメージは異なって当然である。それは「茅葺屋根の民家が建ち、よく手入れされた田畑のある農村風景」であるかもしれないし、ある人にとっては「東京のビル街」である場合もあれば、夕暮れ時に味噌汁の匂いのたち込める低い軒の立ち並ぶ下町の町かもしれない。しかし「日本の－」という場合、日本人が思い浮かべる最大公約数的な古い日本の平均的な風景を意味するように使われるのが普通である。
人は、無意識にそれぞれの原風景を実在する風景に見出す場合がある。この時に初めて見るにもかかわらず、懐かしさの感情を催したりデジャビュを経験したりする。